# محمدعلی اربیل
محمدعلی اربیل (ترکی استانبولی: Mehmet Ali Erbil؛ زادهٔ ۸ فوریهٔ ۱۹۵۷) هنرپیشه، کمدین و مجری اهل ترکیه است. او مبتلا به سندرم نشت مویرگی است و در حال بهبودی می‌باشد.
از آثاری که وی در آن‌ها شرکت داشته‌است می‌توان به حرم سلطان اشاره کرد.